# 南諸県郡

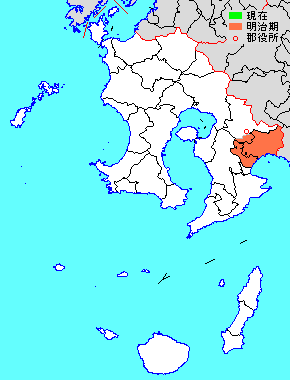
鹿児島県南諸県郡の位置

南諸県郡（みなみもろかたぐん）は、鹿児島県にあった郡。

## 郡域
1883年（明治16年）に行政区画として発足した当時の郡域は、下記の区域にあたる。
- 志布志市の全域
- 曽於市の一部（大隅町月野・大隅町境木町・大隅町荒谷）
- 曽於郡大崎町の全域

## 歴史

### 郡発足までの沿革
- 明治初年時点では全域が薩摩鹿児島藩領であった。「旧高旧領取調帳」に記載されている、日向国諸県郡のうち後の本郡域の明治初年時点での村は以下の通り[1]。特記以外は全域が現・志布志市。（25村）
  - 松山郷 - 新橋村、泰野村、尾野見村
  - 志布志郷 - 帖村、町畠村[2]、原田村、田之浦村、夏井村、安楽村、野井倉村、蓬原村、野神村、伊崎田村、内之倉村（現・志布志市）、月野村（現・曽於市）
  - 大崎郷 - 野方村、益丸村、仮宿村、菱田村、永吉村、横瀬村、井俣村、神領村、持留村、岡別府村（現・大崎町）
  - 財部郷（一部） - 下財部村[3]（現・曽於市）
- 明治4年
  - 7月14日（1871年8月29日） - 廃藩置県により鹿児島県の管轄となる。
  - 11月14日（1871年12月25日） - 第1次府県統合により都城県の管轄となる。
  - 町畠村が帖村に合併。（24村）
- 明治5年（1872年）4月 - 下財部村の所属郡が大隅国囎唹郡に変更。
- 明治6年（1873年）1月15日 - 全域が宮崎県（第1次）の管轄となる。
- 明治9年（1876年）8月21日 - 第2次府県統合により鹿児島県の管轄となる。
- 明治12年（1879年）
  - 2月17日 - 郡区町村編制法の鹿児島県での施行により、行政区画としての諸県郡が発足。郡役所が都城に設置。
  - 帖村の一部（旧・町畠村域）が分立して志布志町となる。（1町24村）

### 郡発足以降の沿革

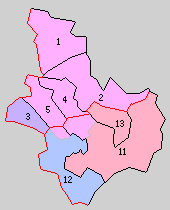
11.志布志村 12.大崎村 13.松山村（赤：志布志市 桃：曽於市 青：合併なし 1 - 5は東囎唹郡）

- 明治16年（1883年）5月9日 - 宮崎県（第2次）の発足にともない、諸県郡のうち鹿児島県に所属する区域をもって南諸県郡が発足。「垂水郡役所」が管轄。
- 明治20年（1890年）5月9日 - 「岩川郡役所」の管轄となる。
- 明治22年（1889年）4月1日 - 町村制の施行により、各郷に松山村、志布志村、大崎村が発足。（3村）
- 明治24年（1891年）8月8日（6村）[4]
  - 大崎村が分割し、一部（野方）の区域に野方村、残部の区域に改めて大崎村がそれぞれ発足。
  - 志布志村が分割し、一部（安楽・志布志・帖・夏井・内之倉・田之浦）の区域に東志布志村、一部（原田・野神・蓬原・野井倉・伊崎田）の区域に西志布志村、残部（月野）の区域に月野村がそれぞれ発足。
- 明治30年（1897年）4月1日 - 郡制の施行のため、「岩川郡役所」が管轄する東囎唹郡・南諸県郡の区域をもって囎唹郡が発足。同日南諸県郡廃止。